# Nesticus morisii
Nesticus morisii är en spindelart som beskrevs av Brignoli 1975. Nesticus morisii ingår i släktet Nesticus och familjen grottspindlar.
Artens utbredningsområde är Italien. Inga underarter finns listade i Catalogue of Life.